# Yasmin Santos
Yasmin dos Santos de Jesus  (Guarujá, 10 de janeiro  de 1998) é uma cantora e compositora brasileira.

## Carreira
Natural de Guarujá, começou a carreira tocando em bares da sua região. Com a aceitação, ela passou a abrir shows maiores, como os de Henrique & Juliano, Simone & Simaria e Raça Negra, também ficou famosa pelo seu tímbre de voz ser idêntico ao da cantora  Marília Mendonça. Sendo considerada pela Deezer uma das novas promessas do universo sertanejo, em junho de 2018, lançou seu primeiro single,  "Saudade Nivel Hard", música que ficou entre as 10 mais tocadas das rádios e streamings musicais. Em julho, agosto e setembro, a cantora lançou 3 EPS com 3 faixas inéditas cada intitulado Yasmin Santos, EP1, EP2 e EP3. Em outubro, lançou o single "Pronta Para Trair", mais uma música de sucesso, que ficou no Top 5 no ranking das músicas mais executadas das rádios e streamings de música do país.
Em março de 2019, assinou contrato com a gravadora Sony Music. Ainda em março, lançou o álbum com 10 faixas inéditas denoninado Yasmin Santos – Esquenta do DVD. Em 17 de abril, recebeu do presidente da sua gravadora, Paulo Junqueira, uma placa comemorativa pelas 172 milhões de streamings e downloads. Além disso, também recebeu placa de platina dupla pelo single "Saudade Nivel Hard" e placa de ouro pelo single "Pronta Para Trair". No mesmo dia, gravou seu primeiro DVD da carreira, intitulado Yasmin Santos – Ao Vivo em São Paulo, que contou com a participação da cantora Marília Mendonça, dos cantores Wesley Safadão, Gustavo Mioto e da dupla Maiara & Maraisa.
Em novembro de 2022, lançou o DVD "Ao Vivo em Goiânia", gravado na capital de Goiás, com as participações de Bruno e Marrone e Hugo e Guilherme.

## Discografia

### Álbuns de estúdio
| Álbum                           | Detalhes                                                                             |
| ------------------------------- | ------------------------------------------------------------------------------------ |
| Yasmin Santos – Esquenta do DVD | Lançamento: 18 de março de 2019 Formatos: CD, download digital Gravadora: Sony Music |

### Extended plays(EP)
| Álbum                       | Detalhes                                                                                  |
| --------------------------- | ----------------------------------------------------------------------------------------- |
| Yasmin Santos, EP1          | - Lançamento: 13 de julho de 2018 - Formatos: Download digital - Gravadora: Sony Music    |
| Yasmin Santos, EP2          | - Lançamento: 17 de agosto de 2018 - Formatos: Download digital - Gravadora: Sony Music   |
| Yasmin Santos, EP3          | - Lançamento: 21 de setembro de 2018 - Formatos: Download digital - Gravadora: Sony Music |
| Ao Vivo em São Paulo - EP 1 | - Lançamento: 17 de maio de 2019 - Formatos: Download digital - Gravadora: Sony Music     |
| Ao Vivo em São Paulo - EP 2 | - Lançamento: 28 de junho de 2019 - Formatos: Download digital - Gravadora: Sony Music    |
| Ao Vivo em São Paulo - EP 3 | - Lançamento: 9 de agosto de 2019 - Formatos: Download digital - Gravadora: Sony Music    |
| Ao Vivo em São Paulo - EP 4 | - Lançamento: 8 de novembro de 2019 - Formatos: Download digital - Gravadora: Sony Music  |

### Singles

#### Como artista principal
| Título                                                                                  | Ano  | Melhor posição | Certificações  | Álbum                |
| Título                                                                                  | Ano  | BRA            | Certificações  | Álbum                |
| --------------------------------------------------------------------------------------- | ---- | -------------- | -------------- | -------------------- |
| "Saudade Nível Hard"                                                                    | 2018 | 14             | - : 2× Platina | Ao Vivo em São Paulo |
| "Pronta Pra Trair"                                                                      | 2018 | 2              | - : Ouro       | Ao Vivo em São Paulo |
| "Sofro Onde Eu Quiser"                                                                  | 2019 | 8              |                | Ao Vivo em São Paulo |
| "Para, Pensa e Volta" (part. Marília Mendonça)                                          | 2019 | 3              |                | Ao Vivo em São Paulo |
| "Saudade em Gotas" (part. Wesley Safadão)                                               | 2020 | 3              |                | Ao Vivo em São Paulo |
| "Dói Saber" (part. Hugo e Guilherme)                                                    | 2023 | 2              |                |                      |
| "Principalmente pessoas" (part. Diego e Victor Hugo)                                    | 2023 | 1              |                |                      |
| "Nem a Pau" (part. Simone Mendes)                                                       | 2024 | 3              |                |                      |
| "—" denota singles que não entraram nas paradas musicais ou não foram lançados no país. |      |                |                |                      |

#### Singles promocionais
| Título              | Ano  | Álbum                         |
| ------------------- | ---- | ----------------------------- |
| "O Galinha de Hoje" | 2019 | Não adicionado a nenhum álbum |
| "Evidências"        | 2019 | Não adicionado a nenhum álbum |

## Prêmios e indicações
| Ano  | Prêmio                 | Categoria         | Indicação     | Resultado |
| ---- | ---------------------- | ----------------- | ------------- | --------- |
| 2018 | Prêmio Contigoǃ Online | Revelação Musical | Yasmin Santos | Indicada  |
| 2020 | Troféu Internet        | Revelação do Ano  | Yasmin Santos | Pendente  |